# پیچنده‌ماهی پیکانی
پیچنده‌ماهی پیکانی (نام علمی: Tyson belos) نام یک گونه از خانواده پیچنده‌ماهیان است.